# Stazione di Francesco Crispi
La stazione di Francesco Crispi è una fermata di Bari posta sulla linea ferrovia Bari-Barletta, gestita dalla società Ferrotramviaria.

## Movimento
La fermata è servita dai treni regionali in servizio sulle linee denominate FR 1, FR 2, FM 1 e FM 2 delle ferrovie del Nord Barese.